# زمین‌لرزه ۱۹۲۳ چین
زمین‌لرزه چین  در تاریخ ۲۴ مارس ۱۹۲۳ میلادی، برابر با ‎۳ فروردین ۱۳۰۲، ساعت ۱۲:۴۰:۱۹ به زمان یوتی‌سی در چین رخ داد. ژرفای این زلزله ۲۵ کیلومتر بود. بزرگی آن ۷٫۲ در مقیاس Mw اعلام شده‌است. زمین‌لرزه به وقت محلی در روز شنبه، ساعت ۲۰ روی داده و منطقه زمانی آن یوتی‌سی +۸ بوده‌است .
سازمان زمین‌شناسی آمریکا نیز جای این زمین‌لرزه را در مختصات ۳۱°۳۰′شمالی ۱۰۱°۰۰′شرقی / ۳۱٫۵°شمالی ۱۰۱°شرقی و بزرگی آنرا برابر با ۷٫۳ در مقیاس ریشتر اعلام کرده‌است. ژرفای گزارش شده از سوی این سازمان ۱۳ کیلومتر می‌باشد.
شمار کشتگان زلزله حدود ۴۵۰ نفر بوده‌است.